# 恋は双子で割り切れない
『恋は双子で割り切れない』（こいはふたごでわりきれない）は、高村資本による日本のライトノベルおよびメディアミックス作品。電撃文庫（KADOKAWA）より2021年5月から発行されている。イラストはあるみっく。双子の姉妹との三角関係を描いた物語。略称は「ふたきれ」。
『コミック電撃だいおうじ Vol.104』（KADOKAWA）から、OKARIの作画によるコミカライズが連載中。2024年にはテレビアニメが放送された。

## あらすじ
文学好きな男子高生・白崎純には、幼馴染である双子の神宮寺姉妹がいた。姉である琉実は中学3年時、妹である那織の気持ちを知りながら純に告白し、めでたく付き合うことになった。幸せな時間を過ごしたがある日、琉実から突然の別れを告げられる。納得のいかなかった純は失恋のショックを植え付けられ、その一方で神宮寺姉妹もまた順に対する恋心、姉妹愛に思い悩むことになった。そして、ここから3人の恋物語が始まる。

## 登場人物
声の項は特記がない限り、テレビアニメ版の声優。

### 主要キャラクター
白崎 純（しろさき じゅん）
声 - 坂田将吾
本作の主人公。7月24日生まれ。帰宅部→現代文化研究部。
学年主席であるが、運動神経はからっきし。切れ長の目元をした端正な顔立ち。元来眼鏡を着用していたが、現在はコンタクトレンズと併用している。博識にして大の文学マニア。休み時間はいつも本を読んでおり、那織とは趣味が似通っている。
恋愛に関しては、受け身かつ奥手。物語開始の約1年前、琉実に告白されて付き合ったものの、高校入学前に別れて引きずっている。
神宮寺 琉実（じんぐうじ るみ）
声 - 後本萌葉 / 小原好美（ASMR）
本作のヒロイン。純の幼馴染にして二卵性双生児の姉。6月19日生まれ。女子バスケットボール部所属。
明るく活発なスポーツ少女。ショートヘアと口元にあるホクロが特徴。スレンダーな体型。クラスの行事にも全力で参加するタイプだが、学業はあまり振るっていない。隣の家に住む同級生の純のことが好きで、関係性に焦って中学3年のときに告白する。
神宮寺 那織（じんぐうじ なおり）
声 - 内田真礼 / 古賀葵（ASMR）
本作のヒロイン。純の幼馴染にして二卵性双生児の妹。6月19日生まれ。帰宅部→現代文化研究部。
あだ名は「先生」、慈衣菜からは「にゃおにゃお」と呼ばれる。理屈屋で少々ひねくれたオタク女子。二つ結びと目元にあるホクロが特徴。グラマーな体型。実は純よりも博識かつ頭脳明晰であり、掴みどころのない飄々とした変わり者。人混みを毛嫌いする出不精であり、土日はずっと家に引きこもるタイプ。
純のことは好きだったが、趣味友達としての安心感に浸っているうち姉に先を越された。

### 幸ヶ原学園

#### 現代文化研究部
白崎 純（しろさき じゅん）

神宮寺 那織（じんぐうじ なおり）

森脇 豊茂（もりわき とよしげ）
声 - 福原かつみ
純のオタク仲間。あだ名は「教授」。弟がいる。
女好きな軽薄者であり、時折軍人のような口調へ変化する。精悍な顔立ちで異性からモテるものの、内面のせいで交際関係は1週間と持たない。
亀嵩 璃々須（かめだけ りりす）
声 - 大野柚布子
那織の友人。あだ名は「部長」。美術部との掛け持ち。弟がいる。
小柄な眼鏡女子。優等生然としているが、口の悪い那織とも丁々発止でやり合う。
雨宮 慈衣菜（あまみや しえな）
声 - 石原夏織
琉実の友人。派手な出で立ちのギャル。母子家庭であり、父方に兄がいる。那織のことは「にゃおにゃお」と呼ぶ。
学生の傍ら、モデル業をこなしている。その反面、学業不振でいつも赤点スレスレ。
依田 美四季（よだ みより）
声 - 矢作紗友里
現代文化研究部の顧問（茶道部との掛け持ち）。

#### 女子バスケットボール部
神宮寺 琉実（じんぐうじ るみ）

浅野 麗良（あさの れいら）
声 - 池田海咲
琉実の親友。既婚者の姉がいる。
黒髪ロングと吊り目が特徴。サバサバ系の姉御肌。彼氏持ちで肉体関係も済ませているが、最近は少しマンネリ気味。
琉実の恋愛相談によく乗り、困惑しながらもアドバイスを送っている。その反面、那織に対しては苦手意識を持っている。
櫻田 可南子（さくらだ かなこ）
声 - 真野あゆみ
琉実の友人。垂れ目と跳ねた後ろ髪が特徴。面倒見のいい性格であり、チームのムードメーカー的存在。
杉野 真衣（すぎの まい）
声 - 東城日沙子
琉実の友人。 ミディアムヘアが特徴。かつて坂口と付き合っており、今も未練がある。

#### 友人・知人
坂口 瑞真（さかぐち みずま）
声 - 花江夏樹
純・琉実の友人。あだ名は「安吾」。男子バスケットボール部所属。
以前から琉実に対して好意を抱き、最初で最後のデートを申し込む。
古間 怜人（ふるま れいと）
声 - 内山昂輝
高等部2年生。遊戯部。新たな部活のために部室を求める那織とチェスで対決。彼女を気に入り部室を譲る。
古間 柚姫（ふるま ゆずひめ）
怜人の妹。中等部3年生。女子バスケットボール部所属。
可憐な容姿をしているが、いわゆる地雷系。

### 親族

#### 白崎家
父
声 - 野島健児
自動車エンジニア。
母
声 - 佐藤聡美
看護師。

#### 神宮寺家
父
声 - 間島淳司
銀行員。兄がいる。
神宮寺 陽向（じんぐうじ ひなた）
声 - 豊崎愛生
琉実・那織の母。専業主婦。神奈川県藤沢市出身。旧姓は藍野（あいの）。
神宮寺 滋（じんぐうじ しげる）
琉実・那織の伯父。
神宮寺 香帆（じんぐうじ かほ）
琉実・那織の伯母。
神宮寺 崇大（じんぐうじ たかひろ）
琉実・那織の従兄。社会人。
神宮寺 帆波（じんぐうじ ほなみ）
琉実・那織の従姉。大学生。

### その他
古瀬 千夏（ふるせ ちなつ）
声 - 松田利冴
小学校時代、那織の同級生だった女子。
高飛車な性格であり、クラスのリーダー的存在だった。現在カナダに留学中。
雨宮 慈穂（あまみや しほ）
声 - 斎藤千和
慈衣菜の母。有名なファッションデザイナー。
タワマン住まい。私生活では数年前に離婚している。
百井 菜華（ももい さいか）
陽向の旧友。神奈川県藤沢市在住。旧姓は山田（やまだ）。
ヒッピー風の風貌をしている。

## 登場舞台
作中では実在する観光スポット、商業施設がたびたび登場する。

### 埼玉県
溝沼池田橋
オープニングの冒頭に登場。
青葉台公園
埼玉県こども動物自然公園
ららぽーと富士見
治水橋
コクーンシティ
オレンジロード

### 東京都
葛西臨海公園駅
葛西臨海水族園
琉実・那織それぞれのデート場所として登場。
葛西臨海公園

## 既刊一覧

### 小説
- 高村資本（著）・あるみっく（イラスト） 『恋は双子で割り切れない』 KADOKAWA〈電撃文庫〉、既刊6巻（2024年7月10日現在）
  1. 2021年5月8日発売[3]、ISBN 978-4-04-913732-3
  2. 2021年8月6日発売[13]、ISBN 978-4-04-913941-9
  3. 2022年1月8日発売[14]、ISBN 978-4-04-914140-5
  4. 2022年7月8日発売[15]、ISBN 978-4-04-914461-1
  5. 2023年3月10日発売[16]、ISBN 978-4-04-914821-3
  6. 2024年7月10日発売[17]、ISBN 978-4-04-915277-7

### 漫画
- 高村資本（原作）・OKARI（作画）・あるみっく（キャラクターデザイン） 『恋は双子で割り切れない』 KADOKAWA〈電撃コミックスNEXT〉、既刊3巻（2024年8月27日現在）
  1. 2022年11月25日発売[4][18]、ISBN 978-4-04-914735-3
  2. 2023年7月26日発売[19]、ISBN 978-4-04-915163-3
  3. 2024年8月27日発売[20]、ISBN 978-4-04-915925-7

## 企画
2021年5月11日、公式YouTubeチャンネル「電撃文庫チャンネル」の企画「電撃文庫朗読してみた」にて、伊藤美来による朗読が配信された。同年8月7日には、同チャンネルでアニメイトとのコラボ企画として鬼頭明里による朗読が配信され、8月13日にはザ・たっちによる「双子恋愛あるある!?」をテーマにしたコント動画が公開された。

## ボイスドラマ
2022年7月8日にボイスドラマ配信アプリ「mimicle」より、『恋は双子で割り切れない 幼馴染の双子姉妹に両耳同時に癒してもらうASMR』が発売された。本作は、双子の姉・神宮寺琉実を小原好美が、双子の妹・神宮寺那織を古賀葵がそれぞれ演じるASMR作品となっており、ボイスドラマにはデジタルブックレットも付属する。

### スタッフ
出典：
- アルバムアートワーク - あるみっく
- 原案 - 髙村資本
- 脚本 - 雨野たくみ（エレファンテ）
- 収録・編集・音響・制作 - ツーファイブ

## テレビアニメ
2023年7月に開催されたオンラインイベント「電撃文庫 30th 夏の祭典オンライン 2023」にてテレビアニメ化が発表され、2024年7月から9月までAT-Xほかにて放送された。

### スタッフ
- 原作 - 高村資本[7]
- 原作イラスト - あるみっく[7]
- 監督 - 中西基樹[8]
- シリーズ構成 - 横手美智子[8]
- キャラクターデザイン - 渡辺舞[8]
- プロップデザイン - 山道到威、丸山喬平
- 美術監督 - 原本さつき[8]
- 美術デザイン - 鷲頭功典、山本練正
- 色彩設計 - 松浦友里枝[8]
- 撮影監督 - 佐々木明美[8]
- 3Dディレクター - 宮崎渉[8]
- 編集 - 齋藤朱里[8]
- 音響監督 - 納谷僚介[8]
- 音響効果 - 斎藤みち代[8]
- 音楽 - うたたね歌菜[8]
- 音楽制作 - Lantis
- 音楽プロデューサー - 臼倉竜太郎
- プロデュース - infinite[7]
- プロデューサー - 根本侑果、阿南浩志、外川明宏、西前朱加、山岡実菜、梅田正勝、大塚涼大
- アニメーションプロデューサー - 應地一晃[8]
- アニメーション制作 - ROLL2[7]
- 製作 - ふたきれ製作委員会

### 主題歌
「パラレルなハート」
内田真礼によるオープニングテーマ。作詞は敬也と宮崎諒（ともにamazuti）、作曲・編曲は宮崎諒 (amazuti)。
「ハニーシトロン」
神宮寺琉実（後本萌葉）と神宮寺那織（内田真礼）によるエンディングテーマ。作詞はぽん、作曲はHIDEYA KOJIMA、編曲はうたたね歌菜。

### 各話リスト
| 話数 | サブタイトル                                        | 脚本         | 絵コンテ                     | 演出                | 作画監督                                                                             | 総作画監督      | 初放送日       |
| ---- | --------------------------------------------------- | ------------ | ---------------------------- | ------------------- | ------------------------------------------------------------------------------------ | --------------- | -------------- |
| 1.   | 今日で終わりにしよう                                | 横手美智子   | 堀川優子 丸山喬平            | 中西基樹            | 和泉百香 奥隅雅予 佐野勝 西道拓哉 二宮奈那子 東郷芳宏                                | 渡辺舞          | 2024年 7月10日 |
| 2.   | もし告白されることがあったら                        | 横手美智子   | 堀川優子 丸山喬平            | 友田康              | 和泉百香 奥隅雅予 中島達也 二宮奈那子 橋本穂高 服部憲知 陽本百香                     | 和泉百香 渡辺舞 | 7月17日        |
| 3.   | 一度も好きって言われてない                          | 横手美智子   | 宮西哲也                     | 山田史人            | 西道拓哉 西田美弥子 三谷暢之                                                         | 渡辺舞          | 7月24日        |
| 4.   | 好きにしていいんだよ                                | 横手美智子   | 安川央里                     | 安川央里            | 奥隅雅予 佐野勝 田邉まほ 中尾彩香 中島達也 二宮奈那子 陽本百香 周昊 ルラフォート     | 和泉百香 渡辺舞 | 7月31日        |
| 5.   | 流されるところがあるからね                          | 横手美智子   | 本間みなみ 堀川優子 丸山喬平 | 本間みなみ          | 奥隅雅予 西道拓哉 鈴木彩史 中尾彩香 中島達也                                         | 西田美弥子      | 8月7日         |
| 6.   | ま、追試までよろしくってことで                      | ハヤシナオキ | 山本恭平                     | 山本恭平            | 西道拓哉 佐野勝 中島達也 𠮷田肇 王國年 奥隅雅予 無錫月霊動画                         | 和泉百香 渡辺舞 | 8月14日        |
| 7.   | 多分、他に好きな人がいる。そして                    | ハヤシナオキ | 加藤もえ                     | 山田史人            | 和泉百香 奥隅雅予 外崎小鉄 西澤亘燿 陽本百香 渡辺舞 周昊 無錫月霊動画                | 西道拓哉        | 8月21日        |
| 8.   | 考えて、いっぱいいっぱい考えて                      | ハヤシナオキ | 本間みなみ                   | 本間みなみ          | 陽本百香 佐野勝 三谷暢之 奥隅雅予 TripleA 無錫月霊動画                               | 渡辺舞 和泉百香 | 8月28日        |
| 9.   | 止めてほしかったけど、止めてくれなかった            | 横手美智子   | 福島宏之                     | 長沢駿 ふじすけ     | 陽本百香 奥隅雅予 佐々木勅嘉 白倉純 西澤亘燿 渡辺舞 無錫月霊動画                     | 西田美弥子      | 9月4日         |
| 10.  | 私のクィーン、取れそうじゃない？                    | ハヤシナオキ | 山本恭平                     | 山本恭平            | 佐々木勅嘉 中川洋未 二宮奈那子 奥隅雅予 無錫月霊動画 TripleA                         | 和泉百香 渡辺舞 | 9月11日        |
| 11.  | ちゃんと考えてくれてるって わかっただけで、私は十分 | 横手美智子   | 丸山喬平 堀川優子            | 伊豫遼太郎 中西基樹 | 佐々木勅嘉 外崎小鉄 中川洋未 西澤亘燿 陽本百香 奥隅雅予 無錫月霊動画 DRmovie TripleA | 西道拓哉        | 9月18日        |
| 12.  | 僕の今の気持ちを                                    | 横手美智子   | 丸山喬平 堀川優子            | 長岡義孝            | 奥隅雅予 佐々木勅嘉 外崎小鉄 中川洋未 中島達也 三谷暢之 陽本百香 無錫月霊動画        | 和泉百香 渡辺舞 | 9月25日        |

### 放送局
| 放送期間                | 放送時間                     | 放送局     | 対象地域 | 備考                                            |
| ----------------------- | ---------------------------- | ---------- | -------- | ----------------------------------------------- |
| 2024年7月10日 - 9月25日 | 水曜 23:30 - 木曜 0:00       | AT-X       | 日本全域 | 製作参加 / CS放送 / 字幕放送 / リピート放送あり |
| 2024年7月11日 - 9月26日 | 木曜 1:00 - 1:30（水曜深夜） | TOKYO MX   | 東京都   | 製作参加                                        |
|                         |                              | サンテレビ | 兵庫県   |                                                 |
| 2024年7月12日 - 9月27日 | 金曜 0:30 - 1:00（木曜深夜） | KBS京都    | 京都府   |                                                 |
|                         | 金曜 1:00 - 1:30（木曜深夜） | BS日テレ   | 日本全域 | 製作参加 / BS/BS4K放送 / 『アニメにむちゅ〜』枠 |

| 配信開始日    | 配信時間                           | 配信サイト | 備考 |
| ------------- | ---------------------------------- | --- | --- |
| 2024年7月11日 | 木曜 1:00 - 1:30（水曜深夜）       | ABEMA | 地上波同時・単独最速配信                                                                                    |
| 2024年7月16日 | 火曜 1:00（月曜深夜） 以降順次更新 | dアニメストア U-NEXT アニメ放題 Lemino バンダイチャンネル Hulu DMM TV TELASA （見放題プラン） J:COM STREAM milplus見放題パックプライム Prime Video FOD | 見放題配信 ※サイバーテロ事件の影響によりdアニメ・ニコニコ支店での8話までの配信は中止、8月30日17時に一斉配信 |
|               |                                    | music.jp ビデオマーケット カンテレドーガ HAPPY!動画 | 都度課金配信                                                                                                |

### BD / DVD
| 巻 | 発売日         | 収録話         | 規格品番   | 規格品番   |
| 巻 | 発売日         | 収録話         | BD         | DVD        |
| -- | -------------- | -------------- | ---------- | ---------- |
| 1  | 2024年10月25日 | 第1話 - 第4話  | ZMXZ-17751 | ZMBZ-17761 |
| 2  | 2024年11月27日 | 第5話 - 第8話  | ZMXZ-17752 | ZMBZ-17762 |
| 3  | 2024年12月25日 | 第9話 - 第12話 | ZMXZ-17753 | ZMBZ-17763 |

### CD
| 発売日        | タイトル                                              | 規格品番      |
| ------------- | ----------------------------------------------------- | ------------- |
| 2024年9月25日 | TVアニメ『恋は双子で割り切れない』音楽集「J(un)-pod」 | LACA-19052〜3 |

### WEBラジオ
2024年7月12日より10月11日まで音泉にて「後本萌葉と内田真礼のふたきれラジオ」の配信を行っていた。更新は隔週金曜。